# 科尔敦特
科尔敦特，是西班牙卡斯蒂利亚-拉曼恰瓜达拉哈拉省的一个市镇。总面积233平方公里，总人口457人（2001年），人口密度2人/平方公里。